# Coelorhyncidia purpurea
Coelorhyncidia purpurea là một loài bướm đêm trong họ Crambidae.